# Tibor K. Thomas
Pour les articles homonymes, voir Thomas.
 (décembre 2023).
 (décembre 2023).
La mise en forme du texte ne suit pas les recommandations de Wikipédia : il faut le « wikifier ».
Les points d'amélioration suivants sont les cas les plus fréquents :
- Les titres sont pré-formatés par le logiciel. Ils ne sont ni en capitales, ni en gras.
- Le texte ne doit pas être écrit en capitales (les noms de famille non plus), ni en gras, ni en italique, ni en « petit »…
- Le gras n'est utilisé que pour surligner le titre de l'article dans l'introduction, une seule fois.
- L'italique est rarement utilisé : mots en langue étrangère, titres d'œuvres, noms de bateaux, etc.
- Les citations ne sont pas en italique mais en corps de texte normal. Elles sont entourées par des guillemets français : « et ».
- Les listes à puces sont à éviter, des paragraphes rédigés étant largement préférés. Les tableaux sont à réserver à la présentation de données structurées (résultats, etc.).
- Les appels de note de bas de page (petits chiffres en exposant, introduits par l'outil «  Source ») sont à placer entre la fin de phrase et le point final[comme ça].
- Les liens internes (vers d'autres articles de Wikipédia) sont à choisir avec parcimonie. Créez des liens vers des articles approfondissant le sujet. Les termes génériques sans rapport avec le sujet sont à éviter, ainsi que les répétitions de liens vers un même terme.
- Les liens externes sont à placer uniquement dans une section « Liens externes », à la fin de l'article. Ces liens sont à choisir avec parcimonie suivant les règles définies. Si un lien sert de source à l'article, son insertion dans le texte est à faire par les notes de bas de page.
- La présentation des références doit suivre les conventions bibliographiques. Il est recommandé d'utiliser les modèles {{Ouvrage}}, {{Chapitre}}, {{Article}}, {{Lien web}} et/ou {{Bibliographie}}. Le mode d'édition visuel peut mettre en forme automatiquement les références.
- Insérer une infobox (cadre d'informations à droite) n'est pas obligatoire pour parachever la mise en page.

Pour une aide détaillée, merci de consulter Aide:Wikification.
Si vous pensez que ces points ont été résolus, vous pouvez retirer ce bandeau et améliorer la mise en forme d'un autre article.
 (décembre 2023).
Si vous disposez d'ouvrages ou d'articles de référence ou si vous connaissez des sites web de qualité traitant du thème abordé ici, merci de compléter l'article en donnant les références utiles à sa vérifiabilité et en les liant à la section « Notes et références ».
Tibor K. Thomas, de son nom complet "Tiberiu Krausz Thomas", est un peintre roumain né à Făgăraș en 1919 et mort en 2010, ayant émigré au Canada en 1969. 
Il suit à onze ans les cours de l’École des Arts et Métiers. À la fin de la Seconde Guerre mondiale, Tibor K. Thomas s'inscrit à l’Institut des Beaux-arts de Bucarest, où il enseigne à la suite de ses études entre 1950 et 1969.

## Biographie
Tibor K. Thomas nait à Făgăraș, en Roumanie, le 21 avril 1919. Tibor n’avait que sept ans lorsque son père est mort et sa mère a dû faire de la couture pour subvenir aux besoins de la famille de quatre enfants. À dix ans il entre à l’école des Arts et Métiers où il apprend l’ébénisterie et la sculpture. Sa mère ne pouvant plus subvenir à ses besoins, à douze ans, Tibor doit se trouver du travail et quitte la maison pour habiter dans une petite chambre qu’il partage avec un ami.
Il fait toute sorte de travaux dans l’imprimerie, librairie, usine de textile et autres. Mais aussi il peint des portraits. A 15 ans, il commence à faire de la gymnastique et quelques années plus tard il l'enseigne.
Durant la Seconde Guerre mondiale, il est mobilisé et travaille sur la construction de routes et de chemins de fer. Dans l’armée, il rencontre un peintre célèbre Szonyi Stephan qui l’invite à travailler dans un de ses ateliers après la guerre. En 1948, encouragé par Stephan, il entre à l’Académie des Beaux-Arts de Bucarest. Quelques années plus tard, il devient l’assistant du professeur et peintre émérite Alexandro Cuscourenko à l’académie et finalement professeur de peinture et de dessin.
Pendant une dizaine d’années il travaille comme professeur et voyage beaucoup dans les pays de l’Europe de l’Est pour enseigner les méthodes roumaines. Durant cette période, il y a un grand manque de liberté en Roumanie, les artistes travaillent pour l’État qui achète leurs tableaux et monte les expositions. Ce manque de liberté pèse sur Thomas qui décide de passer à l’Ouest et après plusieurs tentatives, il réussit à sortir du pays avec sa femme et son fils. Ils passent par l’Autriche ensuite l’Italie pour finir au Canada ou il s’installe à Montréal en 1969[réf. nécessaire].
Dans son pays adoptif, il est vite reconnu[Par qui ?] comme artiste d’exception[non neutre] et présente de nombreuses expositions au Canada et partout dans le monde[évasif], en Europe aux États-Unis et au Mexique. Thomas continue de peindre et enrichir la scène artistique montréalaise jusqu’à sa mort en 2010.

## Style
L’œuvre de Thomas[Lequel ?] est exécuté avec une grande maitrise[Interprétation personnelle ?][source secondaire nécessaire] dans un style postimpressionniste avec des tendances expressionnistes.
Thomas travaille à l’huile et à l’acrylique. Il peint souvent des portraits mais aussi des scènes de ville, des paysages ruraux, marins côtiers et des natures mortes.
Les paysages de Thomas offrent une vue avec une perspective assez simple présentée sur les trois plans.
On y trouve souvent un élément architectural placé solidement dans le plan moyen et qui domine la scène.
L’arrière-plan est plutôt calme, sans être ennuyant, et un certain dynamisme est exprimé par un traitement libre des éléments distants tel que les nuages dans le ciel.
L’avant-plan plus détaillé et animé donne vie et un sens de mouvement au tableau.
L’œuvre de Thomas s’est transformée après son exil de la Roumanie. Son passage à l’Ouest a eu une grande influence sur son art. Ses peintures deviennent de plus en plus lumineuses utilisant une palette plus élargie avec une gamme chromatique qui alterne entre les couleurs chaudes et froides et qui donne un dynamisme et une spontanéité renouvelés à ses œuvres. Aussi, Thomas peint de plus en plus de paysage qui joue un rôle progressivement important dans l’ensemble de son œuvre.

## Historique d’expositions[4]
- Rétrospective (1969/1999) Édifice Belgo, Mtl, 1999
- Galerie Atelier J. Lukacs, Toronto, 1992
- Institute of Art, Odessa, Texas, USA 1991
- Galerie Atelier J. Lukacs, Montréal, 1991
- Breckenridge, Colorado, USA, 1990
- Intern’l Gallery Invitational, Chicago, 1990
- Galerie Michel-Ange, Montréal, 1990-1999
- Galerie Pauline Johnson, Outremont, 1990-1999